# Eudiscoderma thongareeae
Eudiscoderma thongareeae (Soisook, Prajakjitr, Karapan, Francis & Bates, 2015) è un pipistrello della famiglia dei Megadermatidi, unica specie del genere Eudiscoderma (Soisook, Prajakjitr, Karapan, Francis & Bates, 2015), endemico della Thailandia.

## Descrizione

### Dimensioni
Pipistrello di piccole dimensioni, con la lunghezza della testa e del corpo tra 64,36 e 66,51 mm, la lunghezza del piede tra 16 e 18,12 mm, la lunghezza delle orecchie tra 32,06 e 37,49 mm e un peso fino a 36,2 g.

### Caratteristiche craniche e dentarie
Il cranio è relativamente grande, presenta un rostro robusto, è privo di ossa pre-mascellari, processi post-orbitali e del caratteristico scudo frontale presente in altre specie della famiglia, sostituito da una larga e profonda depressione. La cresta sagittale è ben sviluppata. I canini superiori sono molto grandi.
Sono caratterizzati dalla seguente formula dentaria:

### Aspetto
Le parti dorsali sono marroni scure con la base dei peli più chiara, mentre le parti ventrali sono bruno-grigiastre con la base biancastra. Il muso è corto e largo, la foglia nasale è grande, la porzione posteriore è corta, eretta ed arrotondata, la cresta longitudinale è leggermente convessa al centro e presenta una base a forma di cuore, in maniera tale da sembrare una freccia capovolta, la porzione anteriore è larga ma breve. Le orecchie sono grandi, unite anteriormente sopra la fronte e con i margini rivestiti di corti peli bruno-arancioni. Il trago è grande, biforcuto ed è lungo circa la metà del padiglione auricolare. Le ali sono larghe e marroni scure. È privo di coda, mentre l'uropatagio è ampio.  L'osso penico ha la forma di una Y. 

### Ecolocazione
Emette ultrasuoni sotto forma di impulsi di breve durata a bassa intensità e frequenza modulata iniziale tra 107,6 e 129,6 kHz, finale tra 11,2 e 14 kHz e massima energia tra 53,1 e 55,1 kHz. Oltre alla fondamentale sono presenti fino a sei armoniche.

## Biologia

### Comportamento
Si rifugia nelle cavità degli alberi.

### Alimentazione
Si nutre di grossi coleotteri.

## Distribuzione e habitat
Questa specie è conosciuta soltanto nella foresta di Bala nell'estrema parte meridionale della Thailandia peninsulare.
Vive nelle foreste pluviali sempreverdi.

## Conservazione
Questa specie, essendo soggetta a perdita dell'habitat, è stata considerata in pericolo critico dall'IUCN.